# Прыжки в воду на чемпионате мира по водным видам спорта 2022
Соревнования по прыжкам в воду на чемпионате мира 2022 года в Будапеште прошли с 26 июня по 3 июля. На соревнованиях было разыграно 13 комплектов наград, включая 3 комплекта наград в смешанных соревнованиях.
Китайские спортсмены выиграли все золотые медали турнира.

## Медалисты

### Мужчины
| Дисциплина                     | Золото                                    | Серебро                                            | Бронза                                              |
| Трамплин 1 м                   | Ван Цзунъюань — 493,30 Китай              | Джек Ло — 426,95 Великобритания                    | Ли Шисинь — 395,40 Австралия                        |
| Трамплин 3 м                   | Ван Цзунъюань — 561,95 Китай              | Цао Юань — 492,85 Китай                            | Джек Ло — 473,30 Великобритания                     |
| Вышка 10 м                     | Ян Цзянь — 515,55 Китай                   | Рикуто Тамаи — 488,00 Япония                       | Ян Хао — 485,45 Китай                               |
| Трамплин 3 м                   | Китай — 459,18 · Цао Юань · Ван Цзунъюань | Великобритания — 451,71 · Энтони Хардинг · Джек Ло | Германия — 406,44 · Тимо Бартель · Ларс Рюдигер     |
| Вышка 10 м — синхронные прыжки | Китай — 467,79 · Ян Хао · Лянь Цзюньцзе   | Великобритания — 427,71 · Мэттью Ли · Ноа Уильямс  | Канада — 417,12 · Райлан Винс · Натан Жомбор-Маррей |

### Женщины
| Дисциплина                       | Золото                                     | Серебро                                     | Бронза                                                  |
| Трамплин 1 м                     | Ли Яцзе — 300,85 Китай                     | Сара Бэкон — 276,65 США                     | Миа Валле — 276,60 Канада                               |
| Трамплин 3 м                     | Чэнь Ивэнь — 366,90 Китай                  | Миа Валле — 329,00 Канада                   | Чан Яни — 325,85 Китай                                  |
| Вышка 10 м                       | Чэнь Юйси — 417,25 Китай                   | Цюань Хунчань — 416,95 Китай                | Панделела Ринонг — 338,58 США                           |
| Трамплин 3 м — синхронные прыжки | Китай — 343,14 · Чан Яни · Чэнь Ивэнь      | Япония — 303,00 · Рин Кането · Саяка Миками | Австралия — 294,12 · Мэддисон Кини · Анабель Смит       |
| Вышка 10 м — синхронные прыжки   | Китай — 368,40 · Чэнь Юйси · Цюань Хунчань | США — 299,40 · Дилейни Шнелл · Катрина Янг  | Малайзия — 298,68 · Сабри Нур Дабита · Панделела Ринонг |

### Смешанные командные дисциплины
| Дисциплина                | Золото                                     | Серебро                                            | Бронза                                                             |
| Трамплин 3 м              | Китай — 324,15 · Джу Зифенг · Ли Чан       | Италия — 293,55 · Маттео Санторо · Кьяра Пеллакани | Великобритания — 287,61 · Джеймс Хитли · Грейс Рид                 |
| Вышка 10 м                | Китай — 341,16 · Дуан Ю · Жэнь Цянь        | Украина — 317,01 · София Лыскун · Алексей Середа   | США — 315,90 · Дилейни Шнелл · Карсон Тайлер                       |
| Трамплин 3 м и вышка 10 м | Китай — 416,65 · Цюань Хунчань · Бай Юминг | Франция — 390,05 · Джейд Жилле · Алексис Жандар    | Великобритания — 357,60 · Андреа Спендолини-Сириэкс · Джеймс Хитли |

## Медальный зачёт
| Общее количество медалей | Общее количество медалей | Общее количество медалей | Общее количество медалей | Общее количество медалей | Общее количество медалей |
| Место                    | Страна                   | Золото                   | Серебро                  | Бронза                   | Всего                    |
| ------------------------ | ------------------------ | ------------------------ | ------------------------ | ------------------------ | ------------------------ |
| 1                        | Китай                    | 13                       | 2                        | 2                        | 17                       |
| 2                        | Великобритания           | 0                        | 3                        | 3                        | 6                        |
| 3                        | США                      | 0                        | 2                        | 1                        | 3                        |
| 4                        | Япония                   | 0                        | 2                        | 0                        | 2                        |
| 5                        | Канада                   | 0                        | 1                        | 2                        | 3                        |
| 6                        | Франция                  | 0                        | 1                        | 0                        | 1                        |
| 6                        | Италия                   | 0                        | 1                        | 0                        | 1                        |
| 6                        | Украина                  | 0                        | 1                        | 0                        | 1                        |
| 9                        | Австралия                | 0                        | 0                        | 2                        | 2                        |
| 9                        | Малайзия                 | 0                        | 0                        | 2                        | 2                        |
| 11                       | Германия                 | 0                        | 0                        | 1                        | 1                        |
| Всего                    | Всего                    | 13                       | 13                       | 13                       | 39                       |

## Правила соревнований
Индивидуальные соревнования (кроме состязаний на метровом трамплине) проводятся в 3 этапа: предварительный раунд, полуфинал и финал. В полуфинал проходят спортсмены, занявшие 1-18 места, а 12 лучших прыгунов в воду участвуют в финальном раунде. Во всех видах соревнований женщины совершают 5 прыжков, а мужчины — 6. Победитель определяется по наибольшей сумме баллов, набранных за прыжки.
Соревнования в синхронных прыжках прыжках проходят в 2 этапа: предварительный раунд и финал. В финал проходят 12 лучших команд. Соревнования состоят из двух раундов: обязательные прыжки (2 прыжка с коэффициентом трудности 2,0) и произвольная программа (4 прыжка с выбранным коэффициентом трудности). Победитель определяется по наибольшей сумме баллов, набранных за прыжки.
Командное первенство состоит из шести раундов. В команде от страны-участницы 2 прыгуна в воду: мужчина и женщина. Каждый из них прыгает в воду три раза (всего 6 прыжков, которые идут в зачёт). Обязательная программа состоит из первых двух раундов финальных соревнований: каждый спортсмен должен совершить один прыжок с трамплина или с вышки (коэффициент трудности прыжка — 2,0). С третьего раунда спортсмены прыгают с того снаряда, на котором они специализируются. Победитель определяется по наибольшей сумме баллов, набранных за прыжки.